# Начать сначала (фильм, 1979)
«Начать сначала» (англ. Starting Over) — американская кинокомедия 1979 года, с Бёртом Рейнольдсом, Кэндис Берген и Джилл Клейберг в главных ролях.
Кинокартина снята режиссёром Аланом Пакулой, по сценарию Джеймса Брукса, основанном на произведении Дэна Уэйкфилда.
Номинировалась на «Оскар» в категориях «Лучшая женская роль» (Клейберг) и «Лучшая женская роль второго плана» (Берген). Марвин Хэмлиш и Кэрол Байер Сагер написали для фильма три песни: «Easy For You», «Better Than Ever» и «Starting Over». Все три были исполнены Берген.

## Сюжет
Недавно разведённый мужчина разрывается между новой подружкой и своей бывшей женой. После того, как жена Фила Поттера получила известность в качестве автора и исполнительницы собственных песен, она решила оставить его и сосредоточиться на карьере. Несмотря на новое знакомство с более скромной, не стремящейся к высоким достижениям, женщиной, Фил не может забыть жену, а она не сразу сможет его отпустить.

## В ролях
- Бёрт Рейнольдс — Филл Поттер
- Чарльз Дёрнинг — Майкл (Микки) Поттер
- Кэндис Берген — Джессика Поттер
- Джилл Клейберг — Мэрилин Холмберг
- Фрэнсис Стернхаген — Марва Поттер
- Мэри Кей Плейс — Мэри
- Остин Пендлтон — Пол
- Макинтайр Диксон — Дэн Райан
- Джей О. Сандерс — Ларри

## Съёмочная группа
- Режиссёр — Алан Пакула
- Авторы сценария — Джеймс Брукс, Дэн Уэйкфилд
- Продюсеры — Джеймс Брукс, Алан Пакула
- Редактор — Мэрион Ротмэн
- Композитор — Марвин Хэмлиш
- Оператор — Свен Нюквист

## Номинации
Список номинаций приведён в соответствии с данными IMDb.
| Год  | Событие                     | Награда                                  | Номинант                                                                      |
| ---- | --------------------------- | ---------------------------------------- | ----------------------------------------------------------------------------- |
| 1980 | Кинопремия «Оскар»          | Лучшая женская роль                      | Джилл Клейберг                                                                |
| 1980 | Кинопремия «Оскар»          | Лучшая женская роль второго плана        | Кэндис Берген                                                                 |
| 1980 | Кинопремия «Золотой глобус» | Лучшая мужская роль (комедия или мюзикл) | Бёрт Рейнольдс                                                                |
| 1980 | Кинопремия «Золотой глобус» | Лучшая женская роль (комедия или мюзикл) | Джилл Клейберг                                                                |
| 1980 | Кинопремия «Золотой глобус» | Лучшая женская роль второго плана        | Кэндис Берген                                                                 |
| 1980 | Кинопремия «Золотой глобус» | Лучшая песня                             | Марвин Хэмлиш (музыка), Кэрол Байер Сагер (слова) за песню «Better Than Ever» |